# 松乃美佳
松乃 美佳（まつの みか、6月17日 - ）は、日本の漫画家。埼玉県出身。

## 経歴
「あしたに歩こう!」で、第351回りぼんNEW漫画スクール佳作を受賞（集英社の『りぼんオリジナル』1999年2月号に掲載）しデビュー。
以後、『りぼん』（集英社）の派生誌を中心に読みきりを発表。『恋するピアノ』（『りぼん』2004年11月号 - 2005年1月号）で初連載を果たした。

## コミックス
りぼんマスコットコミックス（集英社）より刊行されている。
- 風と学とオーゾラと
- 愛MYメープル
- あいレベル
- 乙女の才能
- 恋するピアノ
- なでしこハニー